# Ceratostylis eria
Ceratostylis eria là một loài thực vật có hoa trong họ Lan. Loài này được Govaerts mô tả khoa học đầu tiên năm 1999.